# Souli

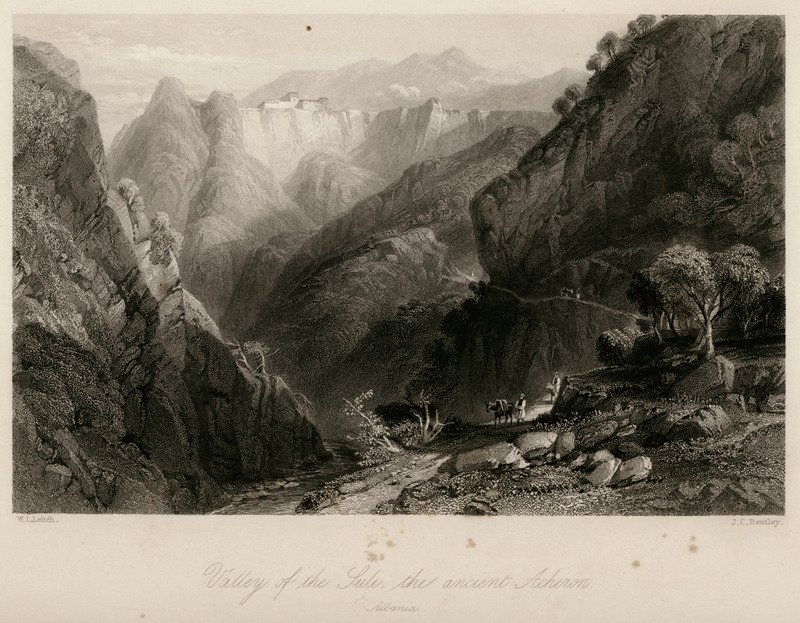
Souli, 1836

Souli (tiếng Hy Lạp: ?) là một khu tự quản ở vùng Íperos, Hy Lạp. Khu tự quản Souli có diện tích 503 km², dân số theo điều tra ngày 18 tháng 3 năm 2001 là 10379 người.